# Alberto Reif
Alberto Reif (Spinea, 14 ottobre 1946 – Padova, 15 ottobre 2012) è stato un calciatore italiano, di ruolo attaccante.
È scomparso nel 2012 all'età di 66 anni a seguito di un tumore al pancreas.

## Carriera
Figlio di Gianni, famoso giornalista del Guerin Sportivo, cresciuto nell'Olympia Montorio, club dilettantistico di Verona, passa al Napoli che lo utilizza come riserva facendolo esordire però solo in Coppa Italia. I partenopei lo girano nel 1967 alla SPAL di Paolo Mazza assieme a Braca. Il suo esordio in Serie A nella stagione 1967-1968 con la maglia biancoazzurra avviene assieme a Franco Tacelli e Giovanni Brenna il 24 settembre 1967 nella partita SPAL–Milan vinta dai rossoneri per 4-1. Dalla SPAL si trasferì nella stagione 1968-1969 al Lanerossi Vicenza, dove iniziò a mettersi in evidenza disputando 19 partite con 4 reti all'attivo.
Sempre nel 1969 avviene l'esordio nella Nazionale Under 23 in occasione dell'incontro Italia-Irlanda del Nord che vide la vittoria della formazione azzurra per 2 a 1.
Nel 1969-70 approda all'Inter come prima riserva di Jair da Costa, disputando 10 partite. L'anno successivo collezionò due presenze contribuendo alla conquista dell'undicesimo scudetto nerazzurro e disputando un incontro con la Nazionale Under 23 a Dresda, il 1º maggio 1971 contro la Germania Est (che schierò la nazionale maggiore) nella gara d'andata del primo turno delle qualificazioni per i Giochi Olimpici 1972 in programma a Monaco di Baviera: gara poco fortunata per i giovani azzurri sconfitti per 4 a 0.
Nell'annata 1971-1972 passa al Verona, totalizzando un totale di 16 presenze e due reti, una delle quali molto importante: quella del pareggio (2-2) in trasferta all'ex Stadio Comunale contro il Torino, risultato decisivo per la salvezza della squadra scaligera.
Passa quindi all'Atalanta, con cui disputa una sola partita in Coppa Italia, venendo ceduto nella sessione autunnale del calciomercato al Mantova, in Serie B. Qui non riesce ad imporsi come titolare (11 presenze nella stagione 1972-1973, senza reti all'attivo) e viene coinvolto nell'annata negativa dei virgiliani che incassano la seconda retrocessione consecutiva. Nell'estate 1973 passa alla Roma ma non ottiene neppure una presenza in campionato. Si trasferisce quindi alla Mestrina e successivamente al Belluno disputando altre cinque stagioni fra Serie C e Serie D.
In carriera ha totalizzato complessivamente 56 presenze e 6 reti in Serie A e 11 presenze in Serie B.

## Palmarès

### Club

#### Competizioni nazionali
- Campionato italiano: 1

Inter: 1970-1971